# KOBEプロレスフェスティバル
KOBEプロレスフェスティバルは、日本のプロレス団体DRAGON GATEが主催するプロレス興行。
「年間最大のビッグマッチ」、「年に一度の真夏の祭典」とも言われている。

## 概要
DRAGON GATEが年に一度、毎年6月 - 7月（2020年は、新型コロナウイルスの影響で11月開催）ごろに神戸ワールド記念ホールで開催する大規模興行。ワールド記念ホール興行は前身の闘龍門JAPANが旗揚げされた1999年から開催され、2006年から興行名は「KOBEプロレスフェスティバル」で固定された。第1回に5,100人を動員して以降、開催ごとに観客動員数を伸ばしていき2003年興行で初の超満員札止めを記録。以降、2005年興行を除く全興行で超満員札止めを記録している。
中継はGAORA制作によるPPV生放送と関西テレビMBSテレビによる特番で放送される。
2021年と2022年は2連戦で行われ、21年初日は「KOBEプロレスフェスティバル2021」、2日目は「SPEED STAR FINAL −吉野正人引退大会−」、22年初日は「DRAGONGATE KOBE WORLD 2022
−ウルティモ・ドラゴンデビュー35周年記念大会−」、2日目は「KOBEプロレスフェスティバル2022」として開催された。

## 各興行結果

### 1999年 日本縦断ドラゴンキャラバン'99
- 日時:1999年7月11日
- 観衆:5,100人（満員）

| 第1試合 15分1本勝負                                                    |                                      |                                                                              |
| ○堀口元気                                                              | 13分08秒 GHロック                    | 望月享×                                                                      |
| 第2試合 アイクイット マッチ 20分1本勝負                                |                                      |                                                                              |
| ×ストーカー市川                                                        | 11分17秒 ラジオ体操第3               | つぼ原人○                                                                    |
| 第3試合 30分1本勝負                                                    |                                      |                                                                              |
| ○MAKOTO                                                                | 11分54秒 ビジュアルドライバー→体固め | 藤田穣×                                                                      |
| 第4試合 30分1本勝負                                                    |                                      |                                                                              |
| グラン浜田 ×神田裕之                                                   | 9分40秒 三角跳式延髄蹴り→体固め      | 望月成晃○ 愚乱・浪花                                                         |
| セミファイナル 45分1本勝負 特別試合                                    |                                      |                                                                              |
| ○TAKAみちのく                                                          | 3分04秒 みちのくドライバーII→体固め  | チョコボールKOBE×                                                            |
| メインイベント 60分1本勝負                                             |                                      |                                                                              |
| <正規軍> ○マグナムTOKYO 新井健一郎 ザ・グレート・サスケ タイガーマスク | 30分24秒 AVスタープレス              | <C-MAX> シーマ・ノブナガ スモウ・フジ× ジュードー・スワ サスケ・ザ・グレート |

### 2000年 Dragon Storm 2000
- 日時:2000年6月4日
- 観衆:6,500人（満員）

| 第1試合 新井健一郎出直し修行第24戦 15分1本勝負                               |                                                     |                                                         |
| ○新井健一郎                                                                  | 9分28秒 ファイヤーバードスプラッシュ                | 斎藤了×                                                 |
| 第2試合 30分1本勝負                                                          |                                                     |                                                         |
| <正規軍> ○SAITO 堀口元気 川内大裕                                            | 14分21秒 レフェリー暴行→反則勝ち                    | <M2K> 望月成晃× 神田裕之 望月享×                        |
| 第3試合 30分1本勝負                                                          |                                                     |                                                         |
| ×ストーカー市川                                                              | 11分54秒 裏拳→片エビ固め                            | アジャ・コング○                                         |
| 第4試合 敗者追放マッチ 45分1本勝負                                           |                                                     |                                                         |
| TARU                                                                         | 10分11秒 TARUドリラー→体固め                        | MAKOTO×                                                 |
| セミファイナル NWA世界ウェルター級選手権試合 60分1本勝負                     |                                                     |                                                         |
| ○SUWA （王者）                                                               | 14分38秒 スイーター・ボム 王者SUWAが王座防衛        | ドラゴン・キッド× （挑戦者）                            |
| メインイベント レレボス・スイシーダ 第1試合                                  |                                                     |                                                         |
| <C-MAX> ×CIMA スモー"ダンディ"フジ2000                                       | 12分45秒 タイガースープレックスホールド             | <みちのくプロレス> ザ・グレート・サスケ タイガーマスク○ |
| メインイベント レレボス・スイシーダ 第2試合 カベジェラ・コントラ・カベジェラ |                                                     |                                                         |
| ○CIMA                                                                        | 8分30秒 マッドスプラッシュ ※ 敗者フジが丸坊主となる | スモー"ダンディ"フジ2000×                               |

### 2001年 III er Anicersario
- 日時:2001年7月1日
- 観衆:6,700人（満員）

| 第1試合 30分1本勝負                                         |                                                     |                                                                               |
| 堀口元気 ×SAITO                                             | 14分50秒 飛び出し注意→体固め                        | 新井健一郎○ アパッチェ                                                        |
| 第2試合 30分1本勝負 キャラクター対決                        |                                                     |                                                                               |
| ×ストーカー将洋                                             | 14分06秒 ラ・マヒストラル                           | タルティモ・ドラゴン○                                                         |
| 第3試合 60分1本勝負                                         |                                                     |                                                                               |
| <正規軍> ドラゴン・キッド 斎藤了 ○リッキー・マルビン        | 16分31秒 リッキー・トルニージョ→片エビ固め          | <M2K> 神田裕之× 望月享× ダークネス・ドラゴン                                  |
| 第4試合 45分1本勝負                                         |                                                     |                                                                               |
| ×チョコフレークK-ICHI                                       | 7分05秒 ダイビングセントーン→体固め                 | ディック東郷○                                                                 |
| セミファイナル 60分1本勝負 UWA世界6人タッグ選手権試合       |                                                     |                                                                               |
| <C-MAX> ○CIMA SUWA ビッグ・フジ （王者）                    | 16分03秒 マッドスプラッシュ 王者組が2度目の防衛成功 | <みちのくプロレス> ザ・グレート・サスケ× タイガーマスク グラン浜田 （挑戦者） |
| メインイベント 60分1本勝負 英連邦ジュニアヘビー級選手権試合 |                                                     |                                                                               |
| ×望月成晃 （王者）                                          | 17分51秒 AVスタープレス ※挑戦者マグナムが王座獲得   | マグナムTOKYO○ （挑戦者）                                                     |

### 2002年 III er Aniversario
- 日時:2002年7月7日
- 観衆:6,900人（満員）

| 第1試合 30分1本勝負                                                               |                                                                                |                                                                                      |
| <正規軍> ×新井健一郎 スペル・シーサー 三島来夢                                    | 15分10秒 ゴリラクラッチ                                                        | <イタリアン・コネクション> コンドッティ修司○ ペスカトーレ八木 ベルリネッタ・ボクサー |
| 第2試合 20分1本勝負 アイクイット マッチ                                           |                                                                                |                                                                                      |
| ×ストーカー市川                                                                   | 2分16秒 バット攻撃自爆→片エビ固め                                              | TARUシート○                                                                          |
| 第3試合 60分1本勝負 NWA世界ウェルター級選手権試合                                 |                                                                                |                                                                                      |
| ○リッキー・マルビン （王者）                                                      | 9分39秒 変型ムーンサルトプレス ※王者マルビンが王座防衛。                       | スペル・ノバ× （挑戦者）                                                             |
| 第4試合 30分1本勝負                                                               |                                                                                |                                                                                      |
| ザ・グレート・サスケ ○アトランティス (プロレスラー)                               | 12分36秒 ケブラドーラ・トド・アルト                                            | サスケ・ザ・グレート× ネグロ・カサス                                                 |
| セミファイナル 60分1本勝負 英連邦ジュニアヘビー級選手権試合                       |                                                                                |                                                                                      |
| ○SUWA （王者）                                                                    | 3分04秒 FFF→体固め ※王者SUWAが王座防衛。                                       | 横須賀享× （挑戦者）                                                                 |
| メインイベント 時間無制限1本勝負 UWA世界6人タッグ選手権試合 王座決定3ウェイマッチ |                                                                                |                                                                                      |
| <正規軍> 望月成晃 ドラゴン・キッド 斎藤了                                         | ①17分35秒 ○マグナム（回転エビ固め）キッド× ※ウルトラ・ウラカン・ラナを切り返す | <M2K> マグナムTOKYO 堀口元気 ダークネス・ドラゴン                                    |
| <C-MAX> CIMA ドン・フジイ TARU                                                    | ②19分55秒 ○CIMA（シュバイン→片エビ固め）堀口× ※CIMA組が王座獲得                | -                                                                                    |

### 2003年 IVrt Aniversario
- 日時:2003年6月29日
- 観衆:7,500人（超満員札止め）

| 第1試合 30分1本勝負                                                                  |                                                                 |                                              |
| <イタリアン・コネクション> ○ミラノコレクションA.T. "brother"YASSINI ペスカトーレ八木 | 14分17秒 ATロック                                               | <C-MAX> SUWA ドン・フジイ× TARU              |
| 第2試合 30分1本勝負                                                                  |                                                                 |                                              |
| ○アンソニー・W・森 岩佐卓典                                                          | 12分14秒 エスカルゴ                                             | 三島来夢× セカンド土井                       |
| 第3試合 3ウェイマッチ30分1本勝負                                                     |                                                                 |                                              |
| JUN                                                                                  | 11分25秒 三者リングアウト                                       | コンドッティ修司                             |
| 大鷲透                                                                               | -                                                               | -                                            |
| 第4試合 時間無制限1本勝負                                                            |                                                                 |                                              |
| ×ストーカー市川                                                                      | 5分09秒 市川のサスケスペシャル失敗→体固め                       | ザ・グレート・サスケ○                        |
| 第5試合 60分1本勝負 NWA世界ウェルター級選手権試合                                    |                                                                 |                                              |
| ○YOSSINO （王者）                                                                    | 14分44秒 白夜 ※王者YOSSINOが王座防衛。                          | K-ness.× （挑戦者）                          |
| セミファイナル 60分1本勝負 UWA世界6人タッグ選手権試合                                |                                                                 |                                              |
| <Do FIXER> 横須賀享 ×堀口元気 斎藤了                                                 | 21分20秒 阪神タイガースープレックスホールド ※望月組が王座獲得。 | <新M2K> 望月成晃 ドラゴン・キッド 新井健一郎 |
| メインイベント 60分1本勝負 UDG選手権試合                                             |                                                                 |                                              |
| ×CIMA （王者）                                                                       | 27分25秒 AVスタープレス ※挑戦者マグナムが王座獲得。             | マグナムTOKYO （挑戦者）                     |

### 2004年 Vo Aniversario
- 日時:2004年7月4日
- 観衆:8,000人（超満員札止め）

| 第1試合 20分1本勝負                                                                   |                                                            |                                                      |
| <イタリアン・コネクション> ミラノコレクションA.T. ×スペル・シーサー アンソニー・W・森 | 12分21秒 ｆ逆さ押さえ込み                                  | <Do FIXER> 堀口元気○ 斎藤了 谷嵜なおき               |
| 第2試合 UDG王座決定トーナメント1回戦 30分1本勝負                                      |                                                            |                                                      |
| ×YOSSINO                                                                              | 10分33秒 シュバイン→片エビ固め                             | CIMA                                                 |
| 第3試合 UDG王座決定トーナメント1回戦 30分1本勝負                                      |                                                            |                                                      |
| ×ドラゴン・キッド                                                                     | 10分35秒 キングコング・ラリアット                          | 近藤修司                                             |
| 緊急決定試合 時間無制限1本勝負                                                        |                                                            |                                                      |
| ×ストーカー市川                                                                       | 0分35秒 ノーザンライト・ボム→踏みつけ式体固め              | 北斗晶                                               |
| 第4試合 30分1本勝負                                                                   |                                                            |                                                      |
| <フロリダ・ブラザーズ> ○マイケル岩佐 ダニエル三島                                     | 6分54秒 反則勝ち ※フロリダブラザーズが北斗の椅子攻撃を主張 | <健介オフィス> 佐々木健介 北斗晶                     |
| 第5試合 30分1本勝負                                                                   |                                                            |                                                      |
| ×中嶋勝彦                                                                             | 11分11秒 マヤ式原爆固め                                    | ウルティモ・ドラゴン○                                |
| 第6試合 30分1本勝負                                                                   |                                                            |                                                      |
| <新M2K> ○望月成晃 新井健一郎 横須賀享 セカンド土井                                    | 20分14秒 ツイスター→片エビ固め                             | <悪冠一色> 大鷲透 "brother"YASSHI× 菅原拓也 高木省吾 |
| セミファイナル 45分1本勝負                                                            |                                                            |                                                      |
| ○マグナムTOKYO 新崎人生                                                               | 12分22秒 エゴイスト・ドライバー→片エビ固め                 | <C-MAX> ドン・フジイ TARU×                           |
| メインイベント UDG王座決定トーナメント決勝戦 時間無制限1本勝負                        |                                                            |                                                      |
| ○CIMA                                                                                 | 22分04秒 マッドスプラッシュ ※CIMAが王座獲得                | 近藤修司×                                            |

### 2005年 プロレスフェスティバル2005 in 神戸
- 日時:2005年7月3日
- 観衆:7,500人（超満員）

| 第0試合 戸澤試練の10番勝負・最終戦 20分一本勝負                         |                                                        |                                                           |
| ○新井健一郎                                                             | 5分46秒 阪神タイガースープレックスホールド             | 戸澤×                                                     |
| 第1試合 30分1本勝負                                                     |                                                        |                                                           |
| <Pos.HEARTS> アンソニー・W・森 スペル・シーサー ×B×Bハルク              | 17分51秒 横須賀カッター→片エビ固め                     | <ファイナルM2K>横須賀享 K-ness. 新井健一郎                |
| 第2試合 30分1本勝負                                                     |                                                        |                                                           |
| <フロリダ・ブラザーズ> ○エル・イホ・デ・イワサント ○ミシ・マスカラス    | 9分55秒 同時フォール ※ダイビングボディプレスの自爆から | ジョンソン・フロリダ× ジャクソン・フロリダ×               |
| 第3試合 30分1本勝負                                                     |                                                        |                                                           |
| <Blood Generation> ○吉野正人 鷹木信悟                                   | 14分31秒 ライトニング・スパイラル→エビ固め             | <New Standard/KAIENTAI DOJO> 火野裕士 SUPER-X             |
| 第4試合 30分1本勝負                                                     |                                                        |                                                           |
| ○マグニチュード岸和田                                                   | 9分12秒 ラストライド→体固め                            | 谷嵜なおき×                                               |
| 第5試合 60分1本勝負                                                     |                                                        |                                                           |
| <ルネッサンス> ×マグナムTOKYO 天龍源一郎                                | 15分34秒 ノーザンライト・ボム→体固め                   | <健介オフィス> 佐々木健介○ 中嶋勝彦                       |
| セミファイナル オープン・ザ・トライアングルゲート選手権試合 60分1本勝負 |                                                        |                                                           |
| <Do FIXER> 斎藤了 ドラゴン・キッド ×堀口元気 （王者）                   | 25分53秒 マッドスプラッシュ ※挑戦者組が王座獲得。      | <Blood Generation> CIMA○ ドン・フジイ 土井成樹 （挑戦者） |
| メインイベント オープン・ザ・ドリームゲート選手権試合 60分1本勝負       |                                                        |                                                           |
| ○望月成晃 （王者）                                                      | 25分25秒 真・最強ハイキック→エビ固め ※王者が王座防衛。 | TAKAみちのくx （挑戦者）                                  |

### 2006年
- 日時:2006年7月2日
- 観衆:8,500人（超満員札止め）

| 第1試合 30分1本勝負                                                      |                                                    | |
| <シーサーズ> キング・シーサー スペル・シーサー ×シーサーBOY              | 14分47秒 ドラゴンスープレックス・ホールド          | <Do FIXER> 斎藤了○ 堀口元気 ザ・ターボマン                                                                       |
| 第2試合 30分1本勝負                                                      |                                                    | |
| <戸澤塾> ×戸澤アキラ ○森隆行                                             | 10分35秒 青き光                                    | K-ness. 新井健一郎                                                                                               |
| 第3試合 時間無制限1本勝負                                                |                                                    | |
| ○ドス・カラス                                                            | 10分07秒 パワーボム→エビ固め                       | B×Bハルク |
| 第4試合 時間無制限1本勝負                                                |                                                    | |
| ○吉江豊                                                                  | 12分52秒 ダイビング・ボディプレス                  | 鷹木信悟× |
| 第5試合 60分1本勝負                                                      |                                                    | |
| <マッスル・アウトローズ> ○土井成樹 吉野正人 Gamma 谷嵜なおき Dr.マッスル | 23分21秒 バカタレ・スライディングキック→片エビ固め | <Blood Generation/ルネッサンス> ドン・フジイ 神田裕之 ジャック・エバンス ロドリック・ストロング マット・サイダル |
| セミファイナル レボリューション・スペシャルマッチ 60分1本勝負            |                                                    | |
| <ルネッサンス> 天龍源一郎 ○マグナムTOKYO                                 | 17分4秒 絶縁→片エビ固め                            | <Blood Generation> 鈴木みのる 望月成晃×                                                                          |
| メインイベント オープン・ザ・ドリームゲート選手権試合 60分1本勝負        |                                                    | |
| ○横須賀享 （王者）                                                       | 30分55秒 KOBEワールドライナー 王者が防衛成功       | ドラゴン・キッド （挑戦者）                                                                                      |
| 特別試合 ノーロープマッチ 時間無制限1本勝負                              |                                                    | |
| ×マグニチュード岸和田                                                    | 23分28秒 鉄柱からのマッドスプラッシュ              | CIMA○ |

### 2007年
- 日時:2007年7月1日[1]
- 観衆:8,500人（超満員札止め）

| 第0試合 10人タッグマッチ 20分1本勝負                                    |                                                  |                                                                            |
| 新井健一郎 大野勇樹 宍戸幸之 APEキマタ ○超神龍                          | 6分23秒 龍☆星 →片エビ固め                        | K-ness. スペル・シーサー シーサーBOY ルパン松谷× m.c.KZ.                   |
| 第1試合 タッグマッチ 30分1本勝負                                        |                                                  |                                                                            |
| <戸澤塾> 戸澤アキラ ○岩佐拓                                             | 7分42秒 戸澤塾最終奥義其ノ弐・熨斗紙 →片エビ固め | <NEW HAZARD> YAMATO ジャック・エバンス×                                    |
| 第2試合 シングルマッチ 30分1本勝負                                      |                                                  |                                                                            |
| ○ドン・フジイ                                                           | 11分26秒 ナイス・ジャーマン                      | (アパッチプロレス軍) 黒田哲広×                                             |
| 第3試合 タッグマッチ 30分1本勝負                                        |                                                  |                                                                            |
| <Typhoon> ○ドラゴン・キッド アンソニー・W・森                           | 9分56秒 マスク剥ぎ →反則勝ち                     | <MUSCLE OUTLAW'Z> Gamma× 玉岡金太                                          |
| 第4試合 “ハリウッド”ストーカー市川暴走十番勝負 時間無制限1本勝負        |                                                  |                                                                            |
| ×“ハリウッド”ストーカー市川                                             | 5分5秒 ミドルキック →片エビ固め                  | (新日本プロレス) 永田裕志○                                                 |
| 第5試合 オープン・ザ・ブレイブゲート選手権試合 60分1本勝負              |                                                  |                                                                            |
| <MUSCLE OUTLAW'Z> ×堀口元気 (第5代王者)                                 | 8分0秒 ダイビング・エルボー・ドロップ →体固め    | 神田裕之○ (挑戦者)                                                         |
| ※第5代王者が3度目の防衛に失敗。神田裕之が第6代王者に。                  |                                                  |                                                                            |
| 第6試合 IJタッグ選手権試合 60分1本勝負                                  |                                                  |                                                                            |
| <C.T.U/新日本プロレス> ×邪道 外道 (第12代王者組)                        | 13分9秒 ジャンボの勝ち!固め                      | <Typhoon> 横須賀享○ 斎藤了 (挑戦者組)                                      |
| ※第12代王者組が3度目の防衛に失敗。リョウスカが第13代王者組に。          |                                                  |                                                                            |
| 第7試合 シングルマッチ 60分1本勝負                                      |                                                  |                                                                            |
| ×望月成晃                                                               | 14分22秒 アンクル・ホールド                      | (新日本プロレス) 金本浩二○                                                 |
| セミファイナル オープン・ザ・トライアングルゲート選手権試合 60分1本勝負 |                                                  |                                                                            |
| <NEW HAZARD> 鷹木信悟 B×Bハルク サイバー・コング (第14代王者組)         | 19分2秒 ラスト・ファルコンリー →片エビ固め       | <マッスル・アウトローズ> マグニチュード岸和田 土井成樹 吉野正人 (挑戦者組) |
| ※第14代王者組が初防衛に成功。                                           |                                                  |                                                                            |
| メインイベント オープン・ザ・ドリームゲート選手権試合 60分1本勝負       |                                                  |                                                                            |
| <C.T.U/新日本プロレス> ×獣神サンダー・ライガー (第7代王者)              | 25分14秒 クロスファイヤー →エビ固め              | <Typhoon> CIMA○ (挑戦者)                                                   |
| ※第7代王者が2度目の防衛に失敗。CIMAが第8代王者に。                      |                                                  |                                                                            |

### 2008年
- 日時:2008年7月27日[2]
- 観衆:9,000人（超満員札止め）

| 第1試合 6人タッグマッチ 30分1本勝負                                              | |                                                                 |
| <戸澤塾> 戸澤アキラ 大野勇樹 ○エル・ジェネリコ                                   | 9分19秒 垂直落下式ブレーンバスター →片エビ固め | K-ness. スペル・シーサー シーサーBOY×                           |
| 第2試合 “ハリウッド”ストーカー市川暴走十番勝負第4戦 20分1本勝負                  | |                                                                 |
| ○ICHIKAWA                                                                        | 6分23秒 サスケがラダー上へのダイビングセントーンを自爆したところを押さえ込む →片エビ固め                                                                | (みちのくプロレス) ザ・グレート・サスケ×                        |
| 第3試合 タッグマッチ 20分1本勝負                                                 | |                                                                 |
| <戸澤塾> ×新井健一郎 岩佐拓                                                      | 15分41秒 サイバー・ボム →エビ固め | <REAL HAZARD> サイバー・コング○ TAKEMURA(東京愚連隊)            |
| 第4試合 オープン・ザ・ブレイブゲート王座決定戦 60分1本勝負                       | |                                                                 |
| <WORLD-1> ×m.c.KZ.                                                               | 10分38秒 ビーチ・ブレイク →体固め | <REAL HAZARD> 堀口元気○                                         |
| ※堀口元気が第11代王者に。                                                        | |                                                                 |
| 第5試合 オープン・ザ・ツインゲート統一タッグ選手権試合 60分1本勝負               | |                                                                 |
| <Typhoon> 横須賀享 ○斎藤了 (第3代王者組)                                         | 14分1秒 プレミアム・ブリッジ | <REAL HAZARD/東京愚連隊> NOSAWA論外× MAZADA (挑戦者組)          |
| ※第3代王者組が2度目の防衛に成功。                                                | |                                                                 |
| セミファイナル オープン・ザ・トライアングルゲート選手権試合 時間無制限勝ち抜き戦 | |                                                                 |
| <REAL HAZARD> Gamma 神田裕之 ○YAMATO (第20代王者組)                              | ①○Gamma(21分29秒、マスク剥ぎ→首固め)岸和田× ②○土井(25分45秒、バカタレ・スライディングキック→片エビ固め)PAC× ③○YAMATO(28分0秒、ギャラリア→エビ固め)谷嵜× | <Typhoon> ドラゴン・キッド アンソニー・W・森 PAC× (挑戦者組)    |
| <WORLD-1> 土井成樹 吉野正人 ×谷嵜なおき (挑戦者組)                               | ①○Gamma(21分29秒、マスク剥ぎ→首固め)岸和田× ②○土井(25分45秒、バカタレ・スライディングキック→片エビ固め)PAC× ③○YAMATO(28分0秒、ギャラリア→エビ固め)谷嵜× | <絶倫ズ> 望月成晃 ドン・フジイ マグニチュード岸和田× (挑戦者組) |
| ※第20代王者組が初防衛に成功。                                                    | |                                                                 |
| メインイベント オープン・ザ・ドリームゲート王座決定戦 時間無制限1本勝負          | |                                                                 |
| <WORLD-1> ×B×Bハルク                                                             | 36分53秒 ラスト・ファルコンリー →エビ固め | <REAL HAZARD> 鷹木信悟○                                         |
| ※鷹木信悟が第9代王者に。                                                         | |                                                                 |

### 2009年
- 日時:2009年7月19日[3]
- 観衆:9,000人（超満員札止め）

| 第1試合 6人タッグマッチ 20分1本勝負 |                                                     |                                                                |
| K-ness. スペル・シーサー ×シーサーBOY | 8分11秒 投げっぱなしパワーボム →踏みつけ式体固め    | <REAL HAZARD> 神田裕之 新井健一郎 サイバー・コング○            |
| 第2試合 "ハリウッド"ストーカー市川暴走十番勝負最終戦 時間無制限1本勝負                                                                          |                                                     |                                                                |
| ×"ハリウッド"ストーカー市川 | 2分34秒 エルボードロップ →体固め                    | アブドーラ・ザ・ブッチャー○                                    |
| 第3試合 タッグマッチ 30分1本勝負 |                                                     |                                                                |
| アンソニー・W・森 ×超神龍 | 7分44秒 シャイニングウィザード →片エビ固め          | (東京愚連隊) NOSAWA論外○ MAZADA                                |
| 第4試合 シングルマッチ 30分1本勝負 |                                                     |                                                                |
| <WORLD-1> ×谷嵜なおき | 7分54秒 CDJ →片エビ固め                             | <REAL HAZARD> Kzy○                                             |
| 第5試合 オープン・ザ・トライアングルゲート王座次期挑戦者チーム決定戦 45分1本勝負                                                                |                                                     |                                                                |
| ○曙 望月成晃 ドン・フジイ | 13分02秒 ボディプレス →体固め                       | <WARRIORS-5> Gamma× 横須賀享 KAGETORA                          |
| 第6試合 オープン・ザ・トライアングルゲート選手権試合 60分1本勝負                                                                                |                                                     |                                                                |
| <WORLD-1> 吉野正人 B×Bハルク ○PAC (第24代王者組)                                                                                                | 17分13秒 360°シューティングスタープレス →片エビ固め | <KAMIKAZE> ドラゴン・キッド 岩佐拓 戸澤陽× (挑戦者組)          |
| ※第24代王者組が初防衛に成功。 |                                                     |                                                                |
| セミファイナル オープン・ザ・ツインゲート統一タッグ選手権試合 60分1本勝負                                                                       |                                                     |                                                                |
| <REAL HAZARD> ○堀口元気 斎藤了 (第7代王者組) | 22分02秒 バックスライド・フロム・ヘル               | <KAMIKAZE> 鷹木信悟 YAMATO× (挑戦者組)                         |
| ※第7代王者組が3度目の防衛に成功。 |                                                     |                                                                |
| メインイベント オープン・ザ・ドリームゲート＆オープン・ザ・ブレイブゲート W選手権試合 60分1本勝負                                               |                                                     |                                                                |
| <WORLD-1> ○土井成樹 (オープン・ザ・ドリームゲート) (第10代王者)                                                                                 | 29分49秒 マスキュラーボム →エビ固め                 | <WARRIORS-5> CIMA× (オープン・ザ・ブレイブゲート) (第13代王者) |
| ※ドリームゲート王座 土井が第10代王者として5度目の防衛に成功。 ※ブレイブゲート王座 CIMAが第13代王者として4度目の防衛に失敗。土井が第14代王者に。 |                                                     |                                                                |

### 2010年
- 日時:2010年7月11日[4]
- 観衆:9,300人（超満員札止め）

| 第0試合 タッグマッチ 20分1本勝負                                                      | |                                                                                             |
| アンソニー・W・森 ×苫小牧卓也                                                         | 9分16秒 キャメルクラッチ | スペル・シーサー○ 超神龍                                                                    |
| 第1試合 6人タッグマッチ 20分1本勝負                                                   | |                                                                                             |
| <ディープ・ドランカーズ> 神田裕之 新井健一郎 ○Kzy                                     | 8分36秒 韻波句徒 →体固め | <WORLD-1> 谷嵜なおき 琴香× マーク・ハスキンス                                               |
| 第2試合 お笑いサバイバル・ドリームハンディキャップマッチ 20分1本勝負                  | |                                                                                             |
| ○アブドーラ・ザ・ブッチャー ○曙                                                       | 4分41秒 エルボードロップ →体固め ※2人で4人まとめてフォール | "ハリウッド"ストーカー市川× しゃちほこマシーン× ジョンソン・フロリダ× ジャクソン・フロリダ× |
| 第3試合 4WAYタッグマッチ 時間無制限勝ち抜き戦                                         | |                                                                                             |
| <WORLD-1> 土井成樹 ○PAC                                                               | ①○サイバー(10分50秒、サイバー・ボム→エビ固め)TOZAWA× ②○キッド(12分23秒、ウルトラ・ウラカンラナ)KAGETORA× ③○PAC(14分44秒、360°シューティングスター・プレス→片エビ固め)斎了× | <WARRIORS> ドラゴン・キッド 斎藤了×                                                         |
| <KAMIKAZE> サイバー・コング ×KAGETORA                                                 | ①○サイバー(10分50秒、サイバー・ボム→エビ固め)TOZAWA× ②○キッド(12分23秒、ウルトラ・ウラカンラナ)KAGETORA× ③○PAC(14分44秒、360°シューティングスター・プレス→片エビ固め)斎了× | NOSAWA論外(東京愚連隊) TOZAWA圏外×                                                          |
| 第4試合 オープン・ザ・トライアングルゲート選手権試合 60分1本勝負                      | |                                                                                             |
| <WARRIORS> ○CIMA Gamma 堀口元気 (第29代王者組)                                        | 18分21秒 メテオラ →片エビ固め | <LOV(大阪プロレス)> ブラックバファロー タイガースマスク× The Bodyguard (挑戦者組)           |
| ※第29代王者組が初防衛に成功。                                                         | |                                                                                             |
| 第5試合 オープン・ザ・ツインゲート統一タッグ選手権試合 60分1本勝負                    | |                                                                                             |
| ○横須賀享 K-ness. (第12代王者組)                                                      | 20分4秒 ジャンボの勝ち！固め | 望月成晃× ドン・フジイ (挑戦者組)                                                           |
| ※第12代王者組が2度目の防衛に成功。                                                    | |                                                                                             |
| セミファイナル カベジェラ・コントラ・カベジェラ～敗者髪切りマッチ～ 時間無制限1本勝負 | |                                                                                             |
| <WORLD-1> ×B×Bハルク                                                                  | 25分56秒 ラスト・ファルコンリー →片エビ固め | <KAMIAKAZE> 鷹木信悟○                                                                       |
| ※B×Bハルクが髪切りに。                                                                | |                                                                                             |
| メインイベント オープン・ザ・ドリームゲート選手権試合 60分1本勝負                     | |                                                                                             |
| <KAMIKAZE> ×YAMATO (第11代王者)                                                       | 31分50秒 ソル・ナシエンテ改 | <WORLD-1> 吉野正人○ (挑戦者)                                                                |
| ※第11代王者が4度目の防衛に失敗。吉野正人が第12代王者に。                              | |                                                                                             |

### 2011年
- 日時:2011年7月17日[5]
- 観衆:9,400人（超満員札止め）

| 第0試合 シングルマッチ 10分1本勝負                                        |                                                            |                                                                 |
| ×琴香                                                                     | 4分1秒 逆エビ固め                                          | 超神龍○                                                         |
| 第1試合 タッグマッチ 20分1本勝負                                          |                                                            |                                                                 |
| 新井健一郎 ○岩佐拓                                                        | 6分50秒 熨斗紙 →片エビ固め                                 | <JUNCTION THREE> スペル・シーサー KAGETORA×                     |
| 第2試合 タッグマッチ 30分1本勝負                                          |                                                            |                                                                 |
| <Blood WARRIORS> ○堀口元気 斎藤了                                         | 9分36秒 バックスライド・フロム・ヘル                       | <JUNCTION THREE> 横須賀享× リッチ・スワン                       |
| 第3試合 6人タッグマッチ 30分1本勝負                                       |                                                            |                                                                 |
| <Blood WARRIORS> ×谷嵜なおき ×Kzy ×トマホークT.T                          | 11分0秒 ジャーマンスープレックスホールド(3人同時)          | 高山善廣(高山堂)○ ドン・フジイ○ “ハリウッド”ストーカー市川○     |
| 第4試合 オープン・ザ・トライアングルゲート選手権試合 60分1本勝負          |                                                            |                                                                 |
| <JUNCTION THREE> 吉野正人 YAMATO ○Gamma (第32代王者組)                    | 21分26秒 スカイツイスタープレス →片エビ固め                | <Blood WARRIORS> 土井成樹 神田裕之× サイバー・コング (挑戦者組) |
| ※第32代王者組が初防衛に成功。                                             |                                                            |                                                                 |
| 第5試合 スペシャルシングルマッチ 45分1本勝負                              |                                                            |                                                                 |
| <Blood WARRIORS> ○戸澤陽                                                  | 16分2秒 パッケージ・ジャーマンスープレックスホールド       | <JUNCTION THREE> 鷹木信悟×                                      |
| セミファイナル オープン・ザ・ツインゲート統一タッグ選手権試合 60分1本勝負 |                                                            |                                                                 |
| <JUNCTION THREE> ドラゴン・キッド ×PAC (第16代王者組)                     | 23分9秒 ダブルローテーションムーンサルトプレス →片エビ固め | <Blood WARRIORS> CIMA リコシェ○ (挑戦者組)                      |
| ※第16代王者組が初防衛に失敗。CIMA&リコシェが第17代王者組に。              |                                                            |                                                                 |
| メインイベント オープン・ザ・ドリームゲート選手権試合 60分1本勝負         |                                                            |                                                                 |
| <JUNCTION THREE> ○望月成晃 (第13代王者)                                   | 27分58秒 顔面への三角蹴り →片エビ固め                      | <Blood WARRIORS> B×Bハルク× (挑戦者)                            |
| ※第13代王者が3度目の防衛に成功。                                          |                                                            |                                                                 |

### 2012年
- 日時:2012年7月22日[6]
- 観衆:9,500人（超満員札止め）

| 第1試合 8人タッグマッチ 30分1本勝負                                                   |                                                                 |                                                                          |
| <ウィンドウズMG> ○スペル・シーサー シーサーBOY 新井健一郎 K-ness.                     | 10分5秒 ヨシタニック                                            | <ジミーズ> 堀口元気H.A.Gee.Mee!! 斎藤“ジミー”了 ジミー・神田 谷嵜なおき× |
| 第2試合 タッグマッチ 30分1本勝負                                                      |                                                                 |                                                                          |
| <暁-akatsuki-> 富永千浩 ○三代目超神龍                                                 | 6分36秒 丸め込み →エビ固め                                      | リッチ・スワン 琴香×                                                     |
| 第3試合 邪道降臨!スペシャルタッグマッチ 30分1本勝負                                   |                                                                 |                                                                          |
| <MAD BLANKEY> ×Kzy 問題龍                                                             | 11分28秒 有刺鉄線机上へのサンダーファイヤーパワーボム →エビ固め | 大仁田厚○ “ハリウッド”ストーカー市川                                     |
| 第4試合 オープン・ザ・ブレイブゲート選手権試合 60分1本勝負                            |                                                                 |                                                                          |
| <帰ってきたベテラン軍> ○ドラゴン・キッド (第22代王者)                                 | 24分3秒 ドラゴン・ラナ                                          | <WORLD-1 INTERNATIONAL> リコシェ× (挑戦者)                               |
| ※第22代王者が2度目の防衛に成功。                                                      |                                                                 |                                                                          |
| 第5試合 オープン・ザ・ツインゲート統一タッグ選手権試合 60分1本勝負                    |                                                                 |                                                                          |
| <ジミーズ> ×ジミー・ススム ジミー・カゲトラ (第21代王者組)                            | 21分4秒 MADE IN JAPAN →エビ固め                                 | <暁-akatsuki-> 鷹木信悟○ YAMATO (挑戦者組)                               |
| ※第21代王者組が初防衛に失敗。鷹木信悟&YAMATOが第22代王者組に。                        |                                                                 |                                                                          |
| セミファイナル オープン・ザ・トライアングルゲート選手権試合 3WAYマッチ 60分勝ち残り戦 |                                                                 |                                                                          |
| <WORLD-1 INTERNATIONAL> ○土井成樹 吉野正人 PAC (第35代王者組)                         | ①20分50秒 V9クラッチ                                            | <帰ってきたベテラン軍> 望月成晃 ドン・フジイ Gamma× (挑戦者組)           |
| <WORLD-1 INTERNATIONAL> 土井成樹 吉野正人 ○PAC (第35代王者組)                         | ②28分45秒 360°シューティングスタープレス →片エビ固め            | <MAD BLANKEY> B×Bハルク× サイバー・コング 谷崎なおき (挑戦者組)          |
| ※第35代王者組が5度目の防衛に成功。                                                    |                                                                 |                                                                          |
| メインイベント オープン・ザ・ドリームゲート選手権試合 60分1本勝負                     |                                                                 |                                                                          |
| <帰ってきたベテラン軍> ○CIMA (第14代王者)                                             | 27分45秒 メテオラ →エビ固め                                     | <MAD BLANKEY> 戸澤陽× (挑戦者)                                           |
| ※第14代王者が5度目の防衛に成功。                                                      |                                                                 |                                                                          |

### 2013年
- 日時:2013年7月21日[7]
- 観衆:9,600人（超満員札止め）

| 第1試合 6人タッグマッチ 20分1本勝負                                            |                                                             |                                                                                       |
| スペル・シーサー しゃちほこBOY ○リッチ・スワン                                 | 7分7秒 その場飛び450° →片エビ固め                           | 琴香 三代目超神龍 富永千浩×                                                           |
| 第2試合 暴走十番勝負～サブミッション編～ 20分1本勝負                           |                                                             |                                                                                       |
| <帰ってきたベテラン軍> ×“ハリウッド”ストーカー市川                             | 0分20秒 腹固め                                              | 藤原喜明○                                                                             |
| <帰ってきたベテラン軍> ×“ハリウッド”ストーカー市川                             | ※再試合 8分27秒 脇固め                                      | 藤原喜明○                                                                             |
| 第3試合 6人タッグマッチ 30分1本勝負                                            |                                                             |                                                                                       |
| ○サイバー・コング HUB NOSAWA論外(東京愚連隊)                                   | 10分18秒 サイバーボム →エビ固め                             | <ジミーズ> ジミー・ススム ジミー・カゲトラ Mr.キューキュー“谷嵜なおき”豊中ドルフィン× |
| 第4試合 オープン・ザ・トライアングルゲート選手権試合 3WAYマッチ 60分勝ち残り戦 |                                                             |                                                                                       |
| <MAD BLANKEY> ウーハー・ネイション ×Kzy 問題龍 (挑戦者組)                      | ①18分50秒 ウルトラ・ウラカンラナ                            | <帰ってきたベテラン軍> ドラゴン・キッド○ ドン・フジイ Gamma (挑戦者組)                |
| <ジミーズ> ○堀口元気H.A.Gee.Mee!! 斎藤"ジミー"了 ジミー・神田 (第42代王者組)   | ②21分43秒 バックスライドタイムス                            | <帰ってきたベテラン軍> ドラゴン・キッド ドン・フジイ Gamma× (挑戦者組)                |
| ※第42代王者組が初防衛に成功。                                                  |                                                             |                                                                                       |
| 第5試合 オープン・ザ・ブレイブゲート選手権試合 60分1本勝負                     |                                                             |                                                                                       |
| <WORLD-1 INTERNATIONAL> ○吉野正人 (第23代王者)                                 | 18分18秒 ソル・ナシエンテ改                                 | <ウィンドウズMG> K-ness.× (挑戦者)                                                    |
| ※第23代王者が3度目の防衛に成功。                                               |                                                             |                                                                                       |
| 第6試合 スペシャルシングルマッチ～ノーDQマッチ～ 時間無制限1本勝負             |                                                             |                                                                                       |
| <MAD BLANKEY> ○YAMATO                                                          | 16分54秒 チョークスリーパー                                 | <帰ってきたベテラン軍> 望月成晃×                                                      |
| セミファイナル オープン・ザ・ツインゲート統一タッグ選手権試合 60分1本勝負      |                                                             |                                                                                       |
| <MAD BLANKEY> B×Bハルク ×戸澤陽 (第26代王者組)                                 | 24分19秒 ダブルローテーションムーンサルトプレス →片エビ固め | <WORLD-1 INTERNATIONAL> 土井成樹 リコシェ○ (挑戦者組)                                 |
| ※第26代王者組が初防衛に失敗。土井成樹&リコシェが第27代王者組に。               |                                                             |                                                                                       |
| メインイベント オープン・ザ・ドリームゲート選手権試合 60分1本勝負              |                                                             |                                                                                       |
| <帰ってきたベテラン軍> ×CIMA (第14代王者)                                      | 37分33秒 ラストファルコンリー →エビ固め                     | <暁-akatsuki-> 鷹木信悟○ (挑戦者)                                                     |
| ※第14代王者が16度目の防衛に失敗。鷹木信悟が第15代王者に。                      |                                                             |                                                                                       |

### 2014年
- 日時:2014年7月20日[8]
- 観衆:9,650人（超満員札止め）

| 第0試合(1) 3WAYマッチ 1本勝負                                             |                                                                               | |
| <MONSTER EXPRESS> ○しゃちほこBOY                                          | 3分53秒 飛びつき式回転エビ固め                                                | “ミスター・ハイテンション”琴香×                                                                       |
| <MONSTER EXPRESS> ○しゃちほこBOY                                          | 3分53秒 飛びつき式回転エビ固め                                                | リョーツ清水                                                                                          |
| 第0試合(2) タッグマッチ                                                   |                                                                               | |
| <オレたちベテラン軍> ×スペル・シーサー K-ness.                            | 6分22秒 狙い撃ち♡                                                             | <Millennials> U-T ヨースケ♡サンタマリア○                                                              |
| 第1試合 15周年記念スペシャル6人タッグマッチ 30分1本勝負                   |                                                                               | |
| <オレたちベテラン軍> ○望月成晃 ドン・フジイ Gamma                         | 0分8秒 跳び膝蹴り →片エビ固め                                                 | 獣神サンダー・ライガー(新日本プロレス) ウーハー・ネイション “ハリウッド”ストーカー市川×               |
| <オレたちベテラン軍> 望月成晃 ○ドン・フジイ Gamma                         | ※再試合 8分3秒 ジャーマン・スープレックスを自爆したところを押さえ込む →体固め | 獣神サンダー・ライガー(新日本プロレス) ウーハー・ネイション “ハリウッド”ストーカー市川×               |
| 第2試合 タッグマッチ 30分1本勝負                                          |                                                                               | |
| <MAD BLANKEY> 問題龍 ×パンチ富永                                          | 4分55秒 反則勝ち ※レフェリー暴行                                              | <ジミーズ> ジミー・神田○ ジミー・カゲトラ                                                             |
| 第3試合 オープン・ザ・ブレイブゲート選手権試合 60分1本勝負                |                                                                               | |
| <Millennials> ○フラミータ (第25代王者)                                    | 15分58秒 フラムフライ →片エビ固め                                             | <オレたちベテラン軍> ドラゴン・キッド× (挑戦者)                                                       |
| ※第25代王者が3度目の防衛に成功。                                          |                                                                               | |
| 第4試合 オープン・ザ・トライアングルゲート選手権試合 60分1本勝負          |                                                                               | |
| <MAD BLANKEY> ○土井成樹 サイバー・コング Kzy (第49代王者組)               | 17分19秒 バカタレ・スライディングキック →エビ固め                             | <ジミーズ> 堀口元気H.A.Gee.Mee!! ジミー・ススム Mr.キューキュー“谷嵜なおき”豊中ドルフィン× (挑戦者組) |
| ※第49代王者組が初防衛に成功。                                             |                                                                               | |
| 第5試合 インターナショナル・ドリームタッグマッチ 60分1本勝負              |                                                                               | |
| <MONSTER EXPRESS> ○吉野正人 リコシェ                                      | 17分7秒 ソル・ナシエンテ                                                      | CIMA× マット・サイダル                                                                                |
| セミファイナル オープン・ザ・ツインゲート統一タッグ選手権試合 60分1本勝負 |                                                                               | |
| <MONSTER EXPRESS> 鷹木信悟 ×戸澤陽 (第31代王者組)                         | 30分3秒 ナイトライドE.N.D →片エビ固め                                         | <Millennials> T-Hawk○ Eita (挑戦者組)                                                                 |
| ※第31代王者が6度目の防衛に失敗。T-Hawk&Eitaが第32代王者組に。             |                                                                               | |
| メインイベント オープン・ザ・ドリームゲート選手権試合 60分1本勝負         |                                                                               | |
| <MAD BLANKEY> ×YAMATO (第19代王者)                                        | 32分15秒 フェニックス・スプラッシュ →片エビ固め                               | B×Bハルク○ (挑戦者)                                                                                   |
| ※第19代王者が3度目の防衛に失敗。B×Bハルクが第20代王者に。                 |                                                                               | |

### 2015年
- 日時:2015年7月20日[9]
- 観衆:9,650人（超満員札止め）

| 第1試合 6人タッグマッチ 30分1本勝負                                            |                                                        | |
| <Millennials> U-T Kotoka ×エル・リンダマン                                     | 6分55秒 ヨシタニック                                   | スペル・シーサー○ しゃちほこBOY マイク・サイダル                                                         |
| 第2試合 8人タッグマッチ 30分1本勝負                                            |                                                        | |
| <MAD BLANKEY> K-ness. サイバー・コング 問題龍 ×パンチ富永                      | 8分20秒 イナバウアー・ジャーマンスープレックスホールド | “ハリウッド”ストーカー市川○ ジミー・神田 Mr.キューキュー“谷嵜なおき”豊中ドルフィン ヨースケ♡サンタマリア |
| 第3試合 オープン・ザ・ブレイブゲート選手権試合 60分1本勝負                     |                                                        | |
| <MONSTER EXPRESS> ○戸澤陽 (第27代王者)                                         | 15分49秒 パッケージ・ジャーマンスープレックスホールド  | <Millennials> Eita× (挑戦者)                                                                             |
| ※第27代王者が5度目の防衛に成功。                                               |                                                        | |
| 第4試合 スペシャルタッグマッチ 60分1本勝負                                     |                                                        | |
| <Dia.HEARTS> ×B×Bハルク ビッグR清水                                            | 17分11秒 パンピングボンバー →エビ固め                  | 鷹木信悟○ 田中将斗                                                                                       |
| 第5試合 オープン・ザ・トライアングルゲート選手権試合 3WAYマッチ 60分勝ち残り戦 |                                                        | |
| <ジミーズ> 堀口元気H.A.Gee.Mee!! 斎藤"ジミー"了 ×ジミー・ススム (挑戦者組)     | ①25分15秒 ウルトラ・ウラカンラナ →エビ固め             | <Dia.HEARTS> 望月成晃 ドラゴン・キッド○ Kzy (挑戦者組)                                                   |
| ○CIMA ドン・フジイ Gamma (第54代王者組)                                        | ②28分18秒 メテオラ →エビ固め                           | <Dia.HEARTS> 望月成晃 ドラゴン・キッド Kzy× (挑戦者組)                                                   |
| ※第54代王者組が初防衛に成功。                                                  |                                                        | |
| セミファイナル オープン・ザ・ツインゲート統一タッグ選手権試合 60分1本勝負      |                                                        | |
| <MAD BLANKEY> 土井成樹 ○YAMATO (第37代王者組)                                  | 24分42秒 ギャラリア →片エビ固め                        | リコシェ× マット・サイダル (挑戦者組)                                                                    |
| ※第37代王者組が初防衛に成功。                                                  |                                                        | |
| メインイベント オープン・ザ・ドリームゲート選手権試合 60分1本勝負              |                                                        | |
| <MONSTER EXPRESS> ○吉野正人 (第21代王者)                                       | 30分23秒 ソル・ナシエンテ改                            | <Millennials> T-Hawk× (挑戦者)                                                                           |
| ※第21代王者が初防衛に成功。                                                    |                                                        | |

### 2016年
- 日時:2016年7月24日[10]
- 観衆:9,800人（超満員札止め）

| 第1試合 6人タッグマッチ                                                           |                                                        |                                                                      |
| <VerserK> ○サイバー・コング 谷嵜なおき 問題龍                                     | 6分45秒 サイバー・ボム →エビ固め                       | <OVER GENERATION> Gamma 山村武寛× 石田凱士                           |
| 第2試合 8人タッグマッチ                                                           |                                                        |                                                                      |
| “ハリウッド”ストーカー市川 ○ビッグR清水 しゃちほこBOY U-T                         | 7分47秒 砲丸投げスラム →エビ固め                       | 堀口元気H.A.Gee.Mee!! 斎藤“ジミー”了 ジミー・クネスJ.K.S.× 中村風太  |
| 第3試合 シングルマッチ                                                            |                                                        |                                                                      |
| <OVER GENERATION> ○エル・リンダマン                                               | 4分23秒 ロコモーション式タイガースープレックスホールド | <ジミーズ> ジミー・神田×                                             |
| 第4試合 スペシャルタッグマッチ                                                    |                                                        |                                                                      |
| 望月成晃 ○藤原喜明                                                                | 12分49秒 ワキ固め                                      | ドン・フジイ× 船木誠勝                                               |
| 第5試合 オープン・ザ・ブレイブゲート選手権試合                                    |                                                        |                                                                      |
| <TRIBE VANGUARD> ×ヨースケ♡サンタマリア (第29代王者)                              | 11分41秒 Numero Uno                                    | <OVER GENERATION> Eita○ (挑戦者)                                     |
| ※第29代王者が3度目の防衛に失敗。Eitaが第30代王者に。                              |                                                        |                                                                      |
| 第6試合 オープン・ザ・ツインゲート統一タッグ選手権試合                            |                                                        |                                                                      |
| <ジミーズ> ○ジミー・ススム ジミー・カゲトラ (第39代王者組)                        | 24分20秒 ジャンボの勝ち！固め                          | <VerserK> 土井成樹× "brother"YASSHI (挑戦者組)                       |
| ※第39代王者組が2度目の防衛に成功。                                                |                                                        |                                                                      |
| セミファイナル オープン・ザ・トライアングルゲート選手権試合 3WAYマッチ 勝ち残り戦 |                                                        |                                                                      |
| <TRIBE VANGUARD> B×Bハルク ×Kzy フラミータ (挑戦者組)                             | ①15分22秒 カッサトルネードⅡ →片エビ固め                | <OVER GENERATION> CIMA ドラゴン・キッド ピーター・カッサ○ (挑戦者組) |
| <MONSTER EXPRESS> 吉野正人 ○戸澤陽 T-Hawk (第55代王者組)                          | ②21分20秒 パッケージ・ジャーマンスープレックスホールド | <OVER GENERATION> CIMA ドラゴン・キッド× ピーター・カッサ (挑戦者組) |
| ※第55代王者組が5度目の防衛に成功。                                                |                                                        |                                                                      |
| メインイベント オープン・ザ・ドリームゲート選手権試合                             |                                                        |                                                                      |
| <VerserK> ×鷹木信悟 (第24代王者)                                                  | 33分46秒 ギャラリア →エビ固め                          | <TRIBE VANGUARD> YAMATO○ (挑戦者)                                    |
| ※第24代王者が2度目の防衛に失敗。YAMATOが第25代王者に。                            |                                                        |                                                                      |

### 2017年
- 日時:2017年7月23日[11]
- 観衆:9,800人（超満員札止め）

| 第0試合 シングルマッチ |                                                                        |                                                                            |
| ○ドラスティック・ボーイ | 3分16秒 ダイビング・ボディプレス →片エビ固め                           | しゃちほこBOY×                                                             |
| 第1試合 8人タッグマッチ |                                                                        |                                                                            |
| ×石田凱士 シュン・スカイウォーカー ワタナベヒョウ 吉岡勇紀                                                                 | 8分21秒 真・最強ハイキック →片エビ固め                                 | 望月成晃○ ドン・フジイ ジミー・神田 ジミー・クネスJ.K.S.                   |
| 緊急決定試合 シングルマッチ                                                                                                |                                                                        |                                                                            |
| ×“ハリウッド”ストーカー市川                                                                                                | 3分32秒 ジャーマンスープレックスを自爆したところを押さえ込む →エビ固め | 望月成晃○                                                                  |
| 第2試合 オープン・ザ・トライアングルゲート王座 次期挑戦者チーム決定ワンナイト・トーナメント Aブロック ※2カウント特別ルール |                                                                        |                                                                            |
| <OVER GENERATION> Gamma ×Eita 山村武寛                                                                                     | 7分5秒 ラ・マヒストラル                                                | <MaxiMuM> ビッグR清水 Ben-K Kotoka○                                        |
| 第3試合 オープン・ザ・トライアングルゲート王座 次期挑戦者チーム決定ワンナイト・トーナメント Bブロック ※2カウント特別ルール |                                                                        |                                                                            |
| <TRIBE VANGUARD> ×B×Bハルク Kzy ヨースケ♡サンタマリア                                                                      | 11分53秒 バックスライド・フロム・ヘブン                                | <ジミーズ> 堀口元気H.A.Gee.Mee!!○ ジミー・ススム 斎藤“ジミー”了            |
| 第4試合 オープン・ザ・ブレイブゲート選手権試合                                                                             |                                                                        |                                                                            |
| <ジミーズ> ○ジミー・カゲトラ (第31代王者)                                                                                  | 14分35秒 車懸 →エビ固め                                                | <TRIBE VANGUARD> フラミータ× (挑戦者)                                      |
| ※第31代王者が2度目の防衛に成功。                                                                                           |                                                                        |                                                                            |
| 第5試合 オープン・ザ・トライアングルゲート王座 次期挑戦者チーム決定戦 -ワンナイト・トーナメント決勝- ※2カウント特別ルール  |                                                                        |                                                                            |
| <MaxiMuM> ×ビッグR清水 Ben-K Kotoka                                                                                        | 10分46秒 バックスライド・フロム・ヘブン                                | <ジミーズ> 堀口元気H.A.Gee.Mee!!○ ジミー・ススム 斎藤“ジミー”了            |
| ※ジミーズが挑戦権獲得。 |                                                                        |                                                                            |
| 第6試合 オープン・ザ・トライアングルゲート選手権試合                                                                       |                                                                        |                                                                            |
| <VerserK> ○鷹木信悟 吉田隆司 エル・リンダマン (第60代王者組)                                                               | 20分14秒 ラストファルコンリー →エビ固め                                | <ジミーズ> 堀口元気H.A.Gee.Mee!! ジミー・ススム× 斎藤“ジミー”了 (挑戦者組) |
| ※第60代王者組が初防衛に成功。                                                                                              |                                                                        |                                                                            |
| セミファイナル オープン・ザ・ツインゲート統一タッグ選手権試合                                                              |                                                                        |                                                                            |
| <OVER GENERATION> CIMA ○ドラゴン・キッド (第40代王者組)                                                                    | 21分37秒 ドラゴン・ラナ                                                | <MaxiMuM> 土井成樹× 吉野正人 (挑戦者組)                                    |
| ※第40代王者組が6度目の防衛に成功。                                                                                         |                                                                        |                                                                            |
| メインイベント オープン・ザ・ドリームゲート選手権試合                                                                      |                                                                        |                                                                            |
| <TRIBE VANGUARD> ○YAMATO (第25代王者)                                                                                      | 29分16秒 ラグナロク →片エビ固め                                        | <VerserK> T-Hawk× (挑戦者)                                                 |
| ※第25代王者が6度目の防衛に成功。                                                                                           |                                                                        |                                                                            |

### 2018年
- 日時:2018年7月22日[12]
- 観衆:4,952人

| 第0試合 シングルマッチ                                               |                                                  |                                                                |
| ×箕浦康太                                                            | 5分1秒 逆エビ固め                                | 吉岡勇紀○                                                      |
| 第1試合 10人タッグマッチ                                             |                                                  |                                                                |
| K-ness. Gamma "brother"YASSHI ×しゃちほこBOY 問題龍                  | 6分35秒 スカイウォーカームーンサルト →片エビ固め | U-T 石田凱士 シュン・スカイウォーカー○ ワタナベヒョウ 吉岡勇紀 |
| 第2試合 シングルマッチ                                               |                                                  |                                                                |
| ○斎藤了                                                              | 10分17秒 横入式エビ固め                          | “ハリウッド”ストーカー市川×                                    |
| 第3試合 オープン・ザ・トライアングルゲート選手権試合                 |                                                  |                                                                |
| <NATURAL VIBES> ○Kzy 横須賀ススム 堀口元気 (第63代王者組)            | 15分3秒 スカイデ・スクールボーイ                 | <ANTIAS> 田中将斗(ZERO1) 神田裕之× 吉田隆司 (挑戦者組)         |
| ※第63代王者組が2度目の防衛に成功。                                   |                                                  |                                                                |
| 第4試合 オープン・ザ・ブレイブゲート選手権試合                       |                                                  |                                                                |
| ×ドラゴン・キッド (第34代王者)                                       | 17分36秒 サラマンダー →エビ固め                  | <ANTIAS> Eita○ (挑戦者)                                        |
| ※第34代王者が2度目の防衛に失敗。Eitaが第35代王者に。                 |                                                  |                                                                |
| 第5試合 インターナショナル・スペシャル6人タッグマッチ                |                                                  |                                                                |
| 土井成樹 ジェイソン・リー ×バンディード                              | 15分56秒 フェニックス・スプラッシュ →片エビ固め  | <TRIBE VANGUARD> フラミータ○ Kagetora ヨースケ♡サンタマリア    |
| 第6試合 スペシャル6人タッグマッチ                                    |                                                  |                                                                |
| 藤原喜明(藤原組) ドン・フジイ ×パンチ富永                            | 14分34秒 飛竜裸締め                              | 藤波辰爾(ドラディション)○ ヒロ斎藤(ドラディション) 望月成晃    |
| セミファイナル オープン・ザ・ツインゲート統一タッグ選手権試合        |                                                  |                                                                |
| <MaxiMuM> ×ビッグR清水 Ben-K (第42代王者組)                          | 28分15秒 ラグナロク →片エビ固め                  | <TRIBE VANGUARD> YAMATO○ B×Bハルク (挑戦者組)                  |
| ※第42代王者組が2度目の防衛に失敗。YAMATO&B×Bハルクが第43代王者組に。 |                                                  |                                                                |
| メインイベント オープン・ザ・ドリームゲート選手権試合                |                                                  |                                                                |
| <MaxiMuM> ○吉野正人 (第27代王者)                                     | 27分4秒 ソル・ナシエンテ改                       | <ANTIAS> 鷹木信悟× (挑戦者)                                    |
| ※第27代王者が初防衛に成功。                                          |                                                  |                                                                |

### 2019年
- Presented by バルサン
- 日時:2019年7月21日[13]
- 観衆:5,365人（満員）

| 第1試合 10人タッグマッチ 20分1本勝負                                                                   |                                        | |
| スペル・シーサー ○K-ness. しゃちほこマシーン 問題龍 ドラスティック・ボーイ                             | 5分27秒 光の輪                         | 新井健一郎 ジェイソン・リー 奥田啓介 ドラゴン・ダイヤ× ジミー                                          |
| 第2試合 B×Bハルク復帰戦 -6人タッグ3WAYマッチ- 30分1本勝負                                              |                                        | |
| <TRIBE VANGUARD> B×Bハルク ×Kagetora ヨースケ♡サンタマリア                                             | 8分30秒 ダイビングセントーン →エビ固め | <望月道場> 吉岡勇紀 ワタナベヒョウ○ 箕浦康太                                                           |
| <NATURAL VIBES> 堀口元気 "brother"YASSHI パンチ富永                                                    |                                        | |
| 第3試合 1年越しの遺恨清算!? 団体設立20周年記念特別試合・番外編 1vs2 ハンディキャップマッチ 30分1本勝負 |                                        | |
| ○チェ・ホンマン                                                                                        | 5分34秒 ネックハンギングツリー         | 斎藤了 “ハリウッド”ストーカー市川×                                                                     |
| 第4試合 バルサン Presents スペシャルシングルマッチ 60分1本勝負                                         |                                        | |
| <NATURAL VIBES> ○Kzy                                                                                   | 12分13秒 韻波句徒 →体固め              | シュン・スカイウォーカー×                                                                              |
| 第5試合 オープン・ザ・トライアングルゲート選手権試合 60分1本勝負                                       |                                        | |
| <R・E・D> ×神田裕之 吉田隆司 KAZMA SAKAMOTO (第64代王者組)                                             | 9分13秒 魔神風車固め                   | <ストロングマシーン軍団> ストロングマシーン・J○ ストロングマシーン・F ストロングマシーン・G (挑戦者組) |
| ※第64代王者組が4度目の防衛に失敗。ストロングマシーン軍団が第65代王者組に。                             |                                        | |
| 第6試合 オープン・ザ・ブレイブゲート選手権試合 60分1本勝負                                             |                                        | |
| <NATURAL VIBES> ○横須賀ススム (第37代王者)                                                             | 13分0秒 夢限パッケージ →体固め         | <TRIBE VANGUARD> フラミータ× (挑戦者)                                                                  |
| ※第37代王者が3度目の防衛に成功。                                                                       |                                        | |
| 第7試合 団体設立20周年記念特別試合 ザ・プレミアム 60分1本勝負                                          |                                        | |
| ○ウルティモ・ドラゴン 吉野正人 ドラゴン・キッド                                                        | 16分52秒 ラ・マヒストラル              | 望月成晃× 近藤修司(WRESTLE-1) 菅原拓也(ゼロワン)                                                       |
| セミファイナル オープン・ザ・ツインゲート統一タッグ選手権 タッグ3WAYマッチ 60分勝ち残り戦              |                                        | |
| <MaxiMuM> 土井成樹 ×石田凱士 (挑戦者組)                                                                | ①20分20秒 砲丸投げスラム →エビ固め     | <R・E・D> Eita ビッグR清水○ (挑戦者組)                                                                 |
| <TRIBE VANGUARD> ×YAMATO KAI (第45代王者組)                                                            | ②27分41秒 サラマンダー                 | <R・E・D> Eita○ ビッグR清水 (挑戦者組)                                                                 |
| ※第45代王者組が初防衛に失敗。Eita&ビッグR清水が第46代王者組に。                                        |                                        | |
| メインイベント オープン・ザ・ドリームゲート選手権試合 60分1本勝負                                      |                                        | |
| <R・E・D> ×PAC (第28代王者)                                                                            | 26分31秒 Ben-Kボム →エビ固め           | Ben-K○ (挑戦者 = KING OF GATE 2019 覇者)                                                               |
| ※第28代王者が4度目の防衛に失敗。Ben-Kが第29代王者に。                                                  |                                        | |

### 2020年
- 日時:2020年11月15日

- 観衆:2386人[14]

### 2021年
- 日時:2021年7月31日/8月1日

- 観衆:2,396人（初日）/3,580人（2日目/札止め）

### 2022年
- 日時:2022年7月30日/7月31日
- 観衆:1,915人（初日）/2,515人（2日目）[17][18]

### 2023年
- 日時:2023年7月2日
- 観衆:5,150人（札止め）

### 2024年
- 日時:2024年7月21日
- 観衆:4,795人（超満員）

## 備考
- メインイベント最多出場者はCIMAの10回。（1999年、2000年、2002年、2003年、2004年、2006年、2007年、2009年、2012年、2013年）
- 望月成晃、ドン・フジイ[注 3]、堀口元気、横須賀ススムは2024年現在、全26大会皆勤出場。
- 2020年大会は、新型コロナウイルスの影響により、毎年の夏開催から、秋開催になった。